# Ablerus venustulus
Ablerus venustulus är en stekelart som beskrevs av Girault 1915. Ablerus venustulus ingår i släktet Ablerus och familjen växtlussteklar. Inga underarter finns listade i Catalogue of Life.